# Jurij Josypovyč Tjutjunnyk
Jurij Josypovyč Tjutjunnyk (in ucraino Юрій Йосипович Тютюнник?) (Budyšče, 20 aprile 1891 – Mosca, 20 ottobre 1930) è stato un militare ucraino.
Comandante dell'Esercito popolare ucraino della Repubblica Popolare Ucraina (UNR) durante la guerra ucraino-sovietica.

## Primi anni
Nasce il 20 aprile 1891, in una famiglia di contadini, ex servi della gleba Yosyp e Maryna, nel villaggio di Budyšche, vicino a Kiev.
Il 12 febbraio 1929, viene arrestato a Kharkiv, deportato a Mosca e messo sotto processo. Il 3 dicembre 1929 fu giudicato colpevole di agitazione anti-sovietica e condannato a morte. Il 20 ottobre 1930, fu fucilato nella prigione della  Lubyanka a Mosca.

## Famiglia
La sua famiglia fu segretamente trasferita dalla Cheka a Charkiv, quindi, fino al 1932, dopo la morte di Yurii vissero a Kuban'.
- Moglie: Vira Andriivna Tjutjunnyk
- Bambini: due figlie